# Charles Poots
Charles Boucher „Charlie“ Poots (geboren 1929; gestorben am 23. April 2020 in Dundonald) war ein nordirischer Politiker. Er war als Mitglied der unionistischen Parteien PUP und DUP aktiv und hatte Mandate sowohl auf kommunaler als auch regionaler Ebene inne.

## Werdegang
Poots war von Hause aus Landwirt. Erst im Alter von 40 Jahren beschloss er, politisch aktiv zu werden. Er schloss sich Ian Paisleys UUP an, für die er bei der Parlamentswahl 1969 kandidierte, ohne ein Mandat zu erringen. Beide waren dann Gründungsmitglieder der aus der PUP hervorgegangenen DUP. Von 1973 bis 1997 war Poots Mitglied des Stadtrats von Lisburn und hatte 1991/92 das Amt des stellvertretenden Bürgermeisters inne, dort bekam er auch die Ehrenbürgerschaft verliehen.
1973 wurde Poots für den Wahlkreis North Down in die kurzlebige Nordirlandversammlung und 1975 in die Verfassungsgebende Versammlung gewählt. Bei der Parlamentswahl 1982 kandidierte er erneut, blieb aber erfolglos.
Internationale Aufmerksamkeit erlangte er, nachdem er 1973 im Parlament seinem Kollegen Basil McIvor einen Stoß versetzt hatte, was zu einem Handgemenge zwischen politischen Kontrahenten unter Brian Faulkner auf der einen und Paisley sowie William Craig auf der anderen Seite führte und an dem insbesondere John McQuade beteiligt war.
Nachdem Poots Anfang April 2020 nach einem häuslichen Sturz in das Ulster Hospital in Dundonald eingeliefert worden war, starb er dort am 23. des Monats im Alter von 90 Jahren.

## Privates
Poots Ehefrau Ethel starb 1996. Das Paar hatte vier Kinder, zwei Jungen und zwei Mädchen. Sein Sohn Edwin Poots machte in der Politik Karriere als Abgeordneter, Minister und DUP-Vorsitzender.